# Una mujer cualquiera
Una mujer cualquiera es una obra de teatro de Miguel Mihura, estrenada en el Teatro Reina Victoria de Madrid, el 4 de abril de 1953.

## Argumento
Nieves, una mujer de la calle, es contratada por Antonio, un maleante decidido a abandonar su carrera delictiva, aunque no sin antes dar su último golpe. Nieves es llevada al lugar del crimen, con la intención de que las pruebas recaigan sobre ella. Enamorada de Antonio, escapa con él, pero termina asesinándolo por temor a ser traicionada.

## Representaciones destacadas
- Teatro (Estreno, 1953). Dirección: Luis Escobar. Intérpretes: Amparo Rivelles, José Bódalo, Alicia Palacios, Juan Espantaleón.
- Cine
  - 1949, Una mujer cualquiera. de Rafael Gil, Intérpretes: Antonio Vilar, María Felix.
  - 1956, con el título de Pecadora. Intérpretes: Carlos Estrada, Susana Campos.
- Televisión (Estudio 1, TVE, 1969). Intérpretes: María Asquerino, Víctor Valverde, Luis Morris, Juan Lizárraga.